# ثيوفين
الثيوفين مركب عضوي له الصيغة C4H4S ، وهو من المركبات العطرية الحلقية غير المتجانسة. بنية الثيوفين عبارة عن حلقة خماسية غير مشبعة تحوي عنصر الكبريت.

## الخصائص
- الثيوفين سائل في درجة حرارة الغرفة، لا يمتزج مع الماء، له رائحة تشبه رائحة البنزين، ودرجة غليانه تبلغ 84°س.
- لمركب الثيوفين خصائص عطرية حيث أنه يحقق قاعدة هوكل، أربعة إلكترونات من النمط π (باي) من الرابطتين المضاعفتين، بالإضافة إلى الزوج الإلكتروني على ذرة الكبريت.

بسبب هذه الخاصية العطرية فإن للثيوفين خواص مغايرة لمركبات ثيو الإيثر. فعلى سبيل المثال فإن ذرة الكبريت تقاوم تفاعل الألكلة باستخدام يوديد الميثان (يوديد الميثيل) مثلاً.
- بالمقابل فإن الثيوفين يظهر قابلية كبيرة تجاه تفاعل السلفنة حبث يتشكل حمض ثيوفين السلفون المنحل في الماء. بالاعتماد على تفاعل السلفنة الآنف ذكره يتم فصل الثيوفين عن البنزين، خاصة أن لديهما درجات غليان متقاربة (الفرق فقط 4°س).

## استحصاله ووجوده في الطبيعة
يوجد الثيوفين ومشتقاته في المنتجات النفطية على اختلافها، يصل تركيزها فيه إلى 1-3 %، لكن هذه المركبات تتركز بشكل أكبر في القطفات الثقيلة من النفط.
تتم إزالة الثيوفين ومشتقاته من النفط عن طريق عملية نزع الكبريت المهدرجة. يجري في هذه العملية تلقيم المواد إلى المفاعل بالحالة الغازية أو السائلة وتمريرها على حفاز من ثنائي كبريتيد الموليبدنوم تحت تطبيق ضغط من غاز الهيدروجين. تخضع مركبات الثيوفين ومشتقاته في هذه الحالة إلى تحلل هيدروجيني لتتشكل الهيدروكربونات الموافقة وكبريتيد الهيدروجين. ويوجد في قطران الفحم كما أنه يوجد كشوائب مع البنزين عادة, ودرجة غليانه قريبه جدا من درجة غليان البنزين لذا يصعب فصلهما بالتقطير, ولكنه يفصل من البنزين بتقليب المخلوط مع حمض الكبريتيك المركز فيتكون مركب ثيوفين.

## طرق تحضيره
- يمكن تحضيره بإمرار مخلوط من الاسيتيلين وكبريتيد الهيدروجين خلال أنابيب محتويه علي أكسيد الألومنيوم عند درجة حرارة 400 م.
- يمكن تحضيره بتقطير حمض الفيورويك مع كبريتيد الباريوم.
- يمكن تحضيره بتسخين البيوتان العادي مع الكبريت عند درجة 650 م.

## الاستعمالات
تدخل مركبات الثيوفين كوحدات أساسية لتحضير المركبات الأخرى في العديد من الصناعات الكيميائية مثل صناعة الكيماويات الزراعية وفي الصناعات الدوائية.

## معرض صور

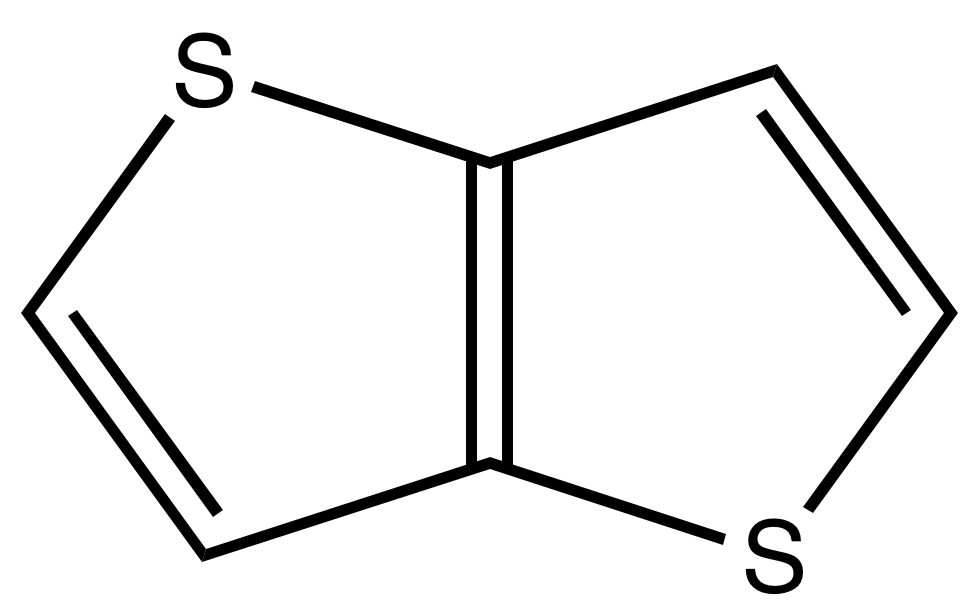
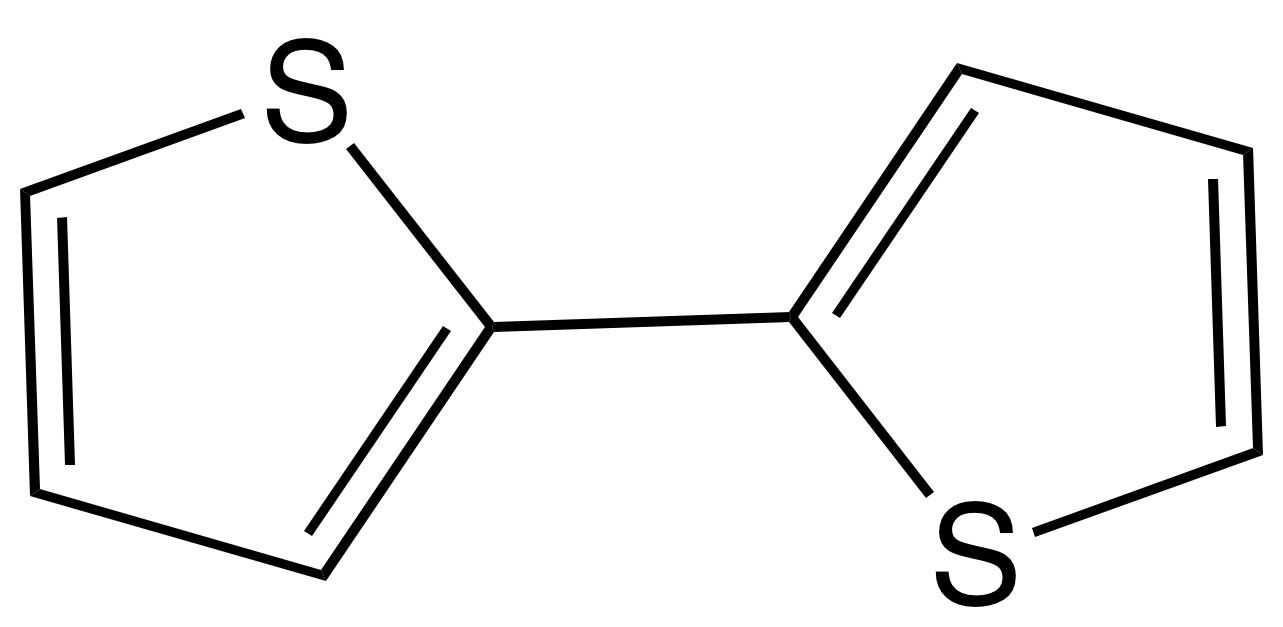

## اقرأ أيضاً
- رباعي هيدرو الثيوفين
- بنزوثيوفين
- بنزو(c)ثيوفين
- ثنائي بنزوثيوفين
- الكبريت
- مركبات الكبريت العضوية
- عبد الفتاح السيسي
- ثورة العرابية
- الكوميديا الإلهية